# Bełełuja
Bełełuja (ukr. Белелуя) – wieś na Ukrainie w rejonie śniatyńskim obwodu iwanofrankiwskiego.